# Noailly
Noailly település Franciaországban, Loire megyében. Lakosainak száma 814 fő (2022. január 1.). Noailly Melay, Vivans, La Bénisson-Dieu, Briennon, Mably, Saint-Forgeux-Lespinasse, Saint-Germain-Lespinasse és Saint-Romain-la-Motte községekkel határos.

## Népesség
A település népességének változása:
| Lakosok száma | 553  | 624  | 727  | 735  | 810  | 809  | 802  | 794  | 794  | 814  |
|               | 1968 | 1982 | 1990 | 2006 | 2013 | 2015 | 2017 | 2019 | 2020 | 2022 |